# Vâlceluța, Hunedoara
Vâlceluța este un sat în comuna Bretea Română din județul Hunedoara, Transilvania, România.